# Josef Amonte

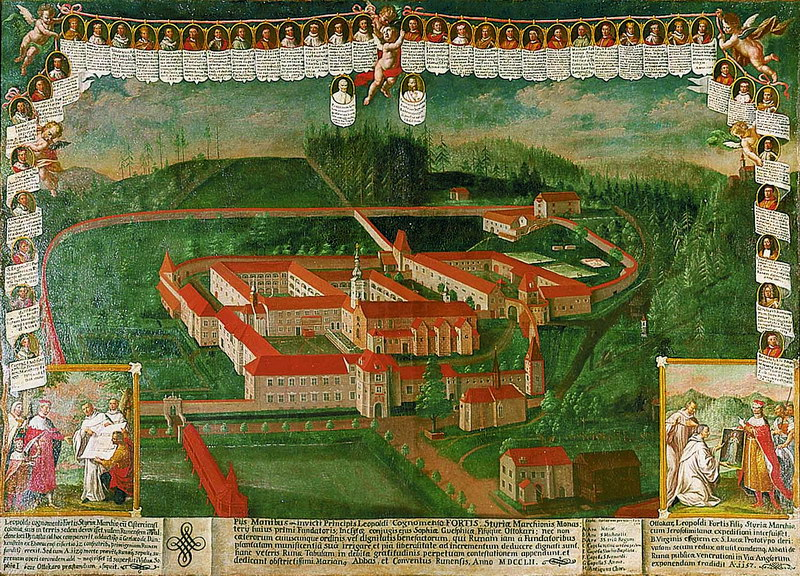
Josef Amonte: Stift Rein vor dem barocken Umbau. Ölgemälde, 1752

Josef Amonte (ursprünglich Demonte; * 26. April 1703 in Castello di Fiemme, Trentino; † 23. Dezember 1753 in Gratwein, Steiermark) war ein aus dem heutigen Italien stammender Maler und Freskant der vor allem in Österreich tätig war.
Amonte war zwischen 1734 und 1753 im Stift Rein tätig und freskierte dort unter anderem mehrere Säle und die Seitenaltäre der Klosterkirche.

## Leben
Josef Amonte wurde am 26. April 1703 als Sohn von Dominicus und Torothea dal Monte in Castello di Fiemme in der damaligen österreichischen Provinz Trient geboren. Möglicherweise war Amonte Schüler der von Giuseppe Alberti gegründeten Fleimstaler Malerschule und wäre damit Mitschüler von Michelangelo Unterberger und Paul Troger gewesen. Spätestens ab 1725 war er Student am Grazer Ferdinandeum und schloss sein Studium schließlich als Baccalaureus der Philosophie ab. In den Matrikeln der Universität Graz von 1725 findet sich dazu ein Eintrag zu a Monte Jos. Tyrol Flemensis, was beweist, dass sich Amonte bereits 1725 in Graz befunden und studiert hat. Ob Amonte auch Mitglied der Grazer Malerkonfraternität war, ist unklar, einzig für 1726 lässt sich das mit Sicherheit ausschließen, da sein Name nicht auf der damaligen Mitgliederliste auftaucht.
Im Stift Rein wird Joseph Amonte in verschiedenen Quellen aus dem Jahre 1734 erstmals erwähnt. In diesem Jahr finden sich über ihn mehrere Quelleneinträge. Der erste findet sich im Grundbuch I und zeigt, dass Joseph Amonte in Gratwein eine Liegenschaft am 22. Juni 1734 erworben hat. Durch diesen Hauskauf in wurde Amonte auch Untertan der Herrschaft Rein.
Der zweite Eintrag findet sich im Trauungsbuch 1648 bis 1750 mit Datum 22. Juni 1734. Hier wird die Eheschließung von Joseph Demonte mit Rosalia Neyholtin vermerkt. Dem Ehepaar Amonte wurden in den Jahren 1734 bis 1748 zwei Töchter und vier Söhne geboren, wovon zwei Söhne und eine Tochter noch zu Lebzeiten von Amonte verstarben. Joseph Amonte war ab 1734 unter Abt Placidus Mally für das Stift Rein tätig, wo er mit der Ausstattung des im barocken Stil neu gestalteten Stiftes betraut wurde, und wurde dort im Verzeichnis der „Officiales Seculares“ geführt. Nach dem Ableben von Abt Placidus 1745 führte er diese Aufgabe unter Abt Marian Pittreich fort.
Amonte verstarb am 23. Dezember 1753 an einem Schlaganfall und wurde bereits am nächsten Tag beerdigt. Da er noch am 25. November 1753 einen Restbetrag für die Gestaltung der Stiftsbibliothek von Rein erhielt, ist davon auszugehen, dass es ein unerwarteter Tod war.

## Werke
Viele Werke von Amonte lassen sich nicht genau datieren, was unter anderem daran liegt das er dafür vom Stift Rein angestellt war und diese wahrscheinlich als laufende Tätigkeiten von seinem Wochenlohn gedeckt wurden.
- 1740: Altarbild nach Vorbild des von Johann Veit Hauck geschaffenen Anna-Altares für den Reinerhof
- 1740: Fresken im Huldigungssaal des Stiftes Rein
- 1741: Altarbild des Patrizius-Altares in der Pfarrkirche Gratwein
- Deckengemälde im Steinernen Saal des Stiftes Rein
- 1743: Altarbild des Benedikt-Altares in der Stiftskirche Rein
- 1743: Altarbild des Bernhard-Altares in der Stiftskirche Rein
- 1743: Altarbild des Josef-Altares in der Stiftskirche Rein
- 1743: Altarbild des Nepomuk-Altares in der Stiftskirche Rein
- 1743: Altarbild des Barbara-Altares in der Stiftskirche Rein
- 1743: Altarbild des Sebastian-Altares in der Stiftskirche Rein
- 1743: Bozzetto eines Hochaltarbildes Maria Himmelfahrt im heutigen Kunstdepot des Stiftes Rein
- um 1750: Zwei ovale Oberbilder am Doppelbeichtstuhl in der Stiftskirche Rein
- um 1750: Fünf Deckengemälde im ehemaligen Meditatorium des Stiftes Rein
- ca. 1750: Gemälde des Christus am Ölberg in der Klausur des Stiftes Rein
- 1750–1752: Gemälde mit Darstellung der Überbringung  des  Bildes  der  Ährenmantelmadonna durch Markgraf OttokarIII. im Jahr 1157, in der Annenkapelle der Wallfahrtskirche Maria Straßengel
- Elf Gemälde mit weiblichen Allegorien der europäischen, persischen und osmanischen Königreiche im Refektorium des Stiftes Rein
- Gemälde der Heiligen Familie in der Klausur des Stiftes Rein
- Porträt des Abtes Placidus Mally in der Prälatur des Stiftes Rein
- Zwei Vedutenmalereien die das Stift Rein vor und nach seinem barocken Umbau zeigen im Vorraum der Prälatur des Stiftes Rein
- Porträt des Abtes Nicolas Larcher des Klosters Cîteaux im Schauraum der Reiner Stiftsbibliothek
- Ganzfigurporträts von Markgraf Leopold I. und seiner Frau Sophie von Bayern in der Herzog-Ernst-Kapelle, Stift Rein
- Stifterbild im Stiegenaufgang zur Reiner Stiftsbibliothek
- 26 Türembleme mit Abbildungen von Ordensleuten an den Türen zu den Mönchszellen im Stift Rein. Vier der Embleme befinden sich heute im Kunstdepot.
- Bild der heiligen Cäcilia in der Michaelskapelle in Übelbach
- Bild der Maria Immaculata in der Michaelskapelle in Übelbach
- bis 1753: 42 Porträts der Reiner Äbte im Kreuzgang des Stiftes Rein
- 1753: Fresken in der Stiftsbibliothek von Rein

Amonte wurde zudem das Deckenfresko in der Annakapelle der Wallfahrtskirche Maria Straßengel zugeschrieben, das die Heilige Sippe sowie die Trinubiumslegende zeigt. Diese Zuschreibung kann nicht aufrechterhalten werden. Sowohl Maltechnik als auch Malstil unterscheiden sich von dem von Amonte. Der unbekannte Künstler orientierte sich aber an Amontes Stil.